# 틸데 프뢸링
틸데 프뢸링(Tilde Fröling, 1980년 5월 15일 ~ )은 스웨덴의 배우, 모델이다.